# Гояс (Гояс)
Гоя́с (порт. Goiás) — муниципалитет в Бразилии, входит в штат Гояс. Составная часть мезорегиона Северо-запад штата Гойас. Входит в экономико-статистический микрорегион Риу-Вермелью. Население составляет 26 631 человек на 2006 год. Занимает площадь 3108,008 км². Плотность населения — 8,6 чел./км².

## Статистика
- Валовой внутренний продукт на 2003 год составляет 152 447 949,00 реалов (данные: Бразильский институт географии и статистики).
- Валовой внутренний продукт на душу населения на 2003 год составляет 5676,71 реалов (данные: Бразильский институт географии и статистики).
- Индекс развития человеческого потенциала на 2000 год составляет 0,736 (данные: Программа развития ООН).

## География
Климат местности: тропический.

## Галерея
- Antiga Casa da Câmara e Cadeia, atual MuBan
- Chafariz de Cauda
- Casa de Cora Coralina
- Casa do Bispo
- Igreja de Nossa Senhora d'Abadia
- Igreja de Nossa Senhora do Carmo
- Palácio do Conde dos Arcos
- Quartel do XX